# Fiorenzo Angelini
Fiorenzo kardinál Angelini (1. srpna 1916 Řím – 22. listopadu 2014 tamtéž) byl italský římskokatolický kněz, emeritní vysoký úředník římské kurie, kardinál.
Studoval na několika římských univerzitách, kněžské svěcení přijal 3. února 1940, v letech 1945 až 1959 působil jako národní asistent Katolické akce, v letech 1947 až 1954 byl papežským ceremonářem.
dne 27. června 1956 byl jmenován titulárním biskupem, biskupské svěcení přijal 29. července téhož roku.
Účastnil se jednání II. vatikánského koncilu. Od února 1977 patřil mezi pomocné biskupy římské diecéze. 16. února 1985 byl jmenován protoprezidentem Papežské rady pro pastoraci zdravotníků. Od 1. března 1989 byl plnoprávným prezidentem této rady.
V červnu 1991 ho při konzistoři papež Jan Pavel II. jmenoval kardinálem. Několikrát zastupoval papeže jako zvláštní vyslanec při církevních slavnostech, například při Světovém dni nemocných v letech 1996, 1997 či 1999. V říjnu 1996 vzhledem k dovršení osmdesáti let rezignoval na svoji funkci a zároveň pozbyl práva účasti v konkláve.